# Ciborinia erythronii
Ciborinia erythronii är en svampart som först beskrevs av Whetzel, och fick sitt nu gällande namn av Whetzel 1945. Ciborinia erythronii ingår i släktet Ciborinia och familjen Sclerotiniaceae.   Inga underarter finns listade i Catalogue of Life.